# Anaseini Takipō
'Anaseini Takipō Afuha'amango (1 de marzo de 1893 – 26 de noviembre de 1918) fue la segunda esposa de Jorge Tupou II, por lo tanto la reina Consorte de Tonga, desde 1909 hasta 1918. Su nombre también se solía representar como Ana Seini Takipo.

## Vida
'Anaseini Takipō Afuha'amango nació el 1 de marzo de 1893 en Nukualofa. Su padre era Tēvita Ula Afuha'amango y su madre Siosiana Tongovua Tae Manusā. Por línea materna, ella era descendiente de la línea Tu'i Kanokupolu. El rey Jorge Tupou II había rechazado a su media hermana 'Ofakivava'u en 1899 para casarse con Lavinia Veiongo, una elección que dañó la relación de la familia real con el resto del país y casi causó una guerra civil entre facciones leales a la familia de 'Ofa y la familia de Lavinia. Ambas mujeres murieron en 1901 y 1902, respectivamente. El Rey permaneció soltero con solo una hija legítima, la princesa Carlota Mafile'o Pilolevu, que era una heredera con poca popularidad entre los partidarios de 'Ofa.
Para apaciguar a sus súbditos y al Consejo de Jefes, el rey Tupou II se casó con 'Anaseini Takipō, la hermana de la rechazada 'Ofa, el 11 de noviembre de 1909. Ella tenía dieciséis años al momento de la boda, y se esperaba que naciera un hijo varón para suceder a su padre en el trono. La hija de la reina Lavinia, la princesa Carlota , fue enviada a Auckland, Nueva Zelanda, como una forma de exilio.
La reina Takipō dio a luz a dos hijas: 
- 'Elisiva Fusipala Tauki'onelua (1911), conocida como la "Princesa 'Onelua". Falleció de convulsiones cuando era una bebé.
- 'Elisiva Fusipala Taukiʻonetuku (1912-1933), conocida como la "Princesa Fusipala". Falleció en Sídney, de una peritonitis tuberculosa.[4][1]

Su marido murió el 5 de abril de 1918 y fue sucedido por su hija mayor, que se convirtió en la reina Carlota Tupou III, la primera monarca mujer de Tonga. Poco después, la reina viuda Takipō murió en Finefekai, Nuku'alofa, el 26 de noviembre de 1918, como resultado de la infame pandemia de gripe de 1918 que mató al 8% de la población del país. Después de la muerte de Takipō, Carlota asumió la tutela de su media hermana, la princesa Fusipala. Fue enterrada en Mala'e'aloa, el cementerio principal de Kolomotu'a, en lugar de Mala'ekula, donde su esposo e hijas yacían.